# Jordy van Deelen
Jordy van Deelen (Zwijndrecht, 29 juni 1993) is een Nederlands voetballer die bij voorkeur als verdediger speelt.

## Carrière
Van Deelen doorliep vanaf 2000 de jeugdopleiding van Feyenoord. In januari 2011 was hij als  A-junior op proef bij SBV Excelsior dat hem uiteindelijk tot het einde van het seizoen 2011/12 huurt. Op 21 januari maakte hij zijn debuut in de Eredivisie als basisspeler in de thuiswedstrijd tegen NAC Breda. Ook in het seizoen 2012/13 werd hij door Feyenoord aan Excelsior verhuurd. Op 11 augustus 2013 debuteerde hij voor Feyenoord in de Eredivisie tegen FC Twente. Hij kreeg na 57 minuten rood na een overtreding die Twente ook nog eens een strafschop opleverde. Op 16 januari 2014 maakte Feyenoord bekend dat hij voor de rest van het seizoen verhuurd zou worden aan FC Dordrecht. In maart 2014 liet Feyenoord Van Deelen weten dat zijn contract niet zou worden verlengd. In het vervolg van het seizoen 2013/14 en in het seizoen 2014/15 speelde hij vervolgens bij FC Dordrecht, dat in het eerstgenoemde seizoen promotie afdwong naar de Eredivisie. Op 13 september 2015 tekende Van Deelen een contract voor één seizoen bij FC Emmen, nadat hij transfervrij was vertrokken bij FC Dordrecht.

## Statistieken
| Seizoen        | Club           | Competitie     | Competitie | Competitie | Beker | Beker | Internationaal | Internationaal | Totaal | Totaal |
| Seizoen        | Club           | Competitie     | Wed.       | Dlp.       | Wed.  | Dlp.  | Wed.           | Dlp.           | Wed.   | Dlp.   |
| -------------- | -------------- | -------------- | ---------- | ---------- | ----- | ----- | -------------- | -------------- | ------ | ------ |
| 2011/12        | → Excelsior    | Eredivisie     | 10         | 0          | 0     | 0     | –              | –              | 10     | 0      |
| 2012/13        | → Excelsior    | Jupiler League | 28         | 0          | 1     | 0     | –              | –              | 29     | 0      |
| 2013/14        | Feyenoord      | Eredivisie     | 1          | 0          | 0     | 0     | 0              | 0              | 1      | 0      |
| 2013/14        | → FC Dordrecht | Jupiler League | 4          | 0          | 0     | 0     | –              | –              | 4      | 0      |
| 2014/15        | FC Dordrecht   | Eredivisie     | 14         | 0          | 1     | 0     | –              | –              | 15     | 0      |
| 2015/16        | FC Emmen       | Jupiler League | 18         | 0          | 2     | 0     | –              | –              | 20     | 0      |
| 2016/17        | SC Cambuur     | Jupiler League | 23         | 2          | 3     | 2     | –              | –              | 26     | 4      |
| 2017/18        | SC Cambuur     | Jupiler League | 28         | 1          | 2     | 0     | –              | –              | 30     | 1      |
| 2018/19        | SC Cambuur     | Jupiler League | 2          | 0          | 1     | 0     | -              | -              | 3      | 0      |
| 2019/20        | SC Cambuur     | Jupiler League | 13         | 1          | 1     | 0     | -              | -              | 14     | 1      |
| Carrièretotaal | Carrièretotaal | Carrièretotaal | 141        | 4          | 11    | 2     | 0              | 0              | 152    | 6      |